# Стрельцов, Анатолий Степанович
Анатолий Степанович Стрельцов (20 августа 1947, Калуга — 6 июня 2015, там же) — российский учёный-философ и историк философии, доктор философских наук, профессор, член президиума Российского философского общества при РАН.

## Биография
После школы работал на Калужском турбинном заводе, служил танкистом в Таманской дивизии. Окончил философский факультет (1974, с отличием) и аспирантуру (1978) Ленинградского университета имени А. А. Жданова.
После возвращения из Ленинграда преподавал в Калужском филиале МВТУ им. Баумана.
С 1981 года на научно-преподавательской работе в Калужском государственном педагогическом институте (с 1993 университете): старший преподаватель; доцент кафедры философии и политэкономии; доцент кафедры философии и социологии; профессор кафедры философии и социологии. С 01.09.1983 года декан факультета русского языка как иностранного (с 07.07.1986 — декан факультета по работе с иностранными студентами) Калужского государственного педагогического института. В начале 90-х факультет был реорганизован.
В 90-е годы, не оставляя преподавательской деятельности в КГПУ им. К.Э. Циолковкого, работал главным специалистом по высшей школе в департаменте образования и науки Калужской области.
Доктор философских наук, тема диссертации: «Интегральная взаимосвязь русской философии и культуры» (МГУ им. М. В. Ломоносова, 2003 год). С 2004 года член президиума Российского философского общества при РАН. Председатель Калужского отделения Российского Философского общества.
С 2008 года руководил постоянно действующим межвузовским научно-теоретическим семинаром «Русская философия и формирование патриотического самосознания в России» с участием преподавателей ведущих вузов Калуги, Москвы, Тулы и других городов.
Под руководством А.С. Стрельцова в Калужской области с 1992 года проводились международные научные чтения «Оптина пустынь и русская культура», посвящённые братьям Киреевским.

## Основные научные работы
- Русская философско-религиозная школа : (Опыт гносеодиции рус. философии) / А. С. Стрельцов ; Калуж. гос. пед. ун-т им. К. Э. Циолковского, Рос. филос. о-во. — Калуга : Эйдос, 2000. — 179 с. — ISBN 5-93810-009-7
- Великое служение русской религиозной философии / А. С. Стрельцов ; Федер. агентство по образованию, Калуж. гос. пед. ун-т им. К. Э. Циолковского. — Калуга : КГПУ, 2007. — 316, [2] с. ; 20 см. — Библиогр.: с. 299—313. — 1000 экз. — ISBN 978-5-88725-149-3
- Философия и культура в русской мысли XIX — нач. XX вв.: интегральный анализ / А. С. Стрельцов; Рос. акад. наук. Рос. филос. о-во. — Москва : Моск. филос. фонд, 2003. — 260 с. — Библиогр.: с. 244—258. — ISBN 5-85133-018-X
- «Философия в контексте русской духовной культуры», Калуга, КГПУ им К. Э. Циолковского.2005.

## Общественно-политическая деятельность
Депутат Законодательного Собрания Калужской области (избран по партийному списку Единой России), Председатель комитета по социальной политике в 2004—2010 гг.
2010—2013 — член второго состава Общественной палаты Калужской области.

## Почётные награды и звания
- Почётная грамота Совета Федерации Федерального Собрания Российской Федерации (2009);
- Почётная грамота Законодательного Собрания Калужской области (2009);
- Почётная грамота министерства образования и науки РСФСР (1989);
- Почётная грамота министерства образования и науки Российской Федерации (2007);
- Почётная грамота министерства образования и науки Калужской области;
- Диплом Оптинского форума (2006);
- Диплом форума Общественное признание (МЕГАПИР 2009).